# MBCGame
MBCGame en sydkoreansk special-tv-kanal, der ejes af MBC Plus Media. Kanalen udsendte primært programmering relateret til videospil, men den var sammen med sin konkurrent Ongamenet kendt for sin omfattende dækning af konkurrencedygtigt videospil.
Kanalen blev lukket den 31. januar 2012 og erstattet af en musikkanal, MBC M.
| Fjernsyn | Spire Denne artikel om en tv-kanal er en spire som bør udbygges. Du er velkommen til at hjælpe Wikipedia ved at udvide den. |